# شجرة عيد الميلاد (طيران)

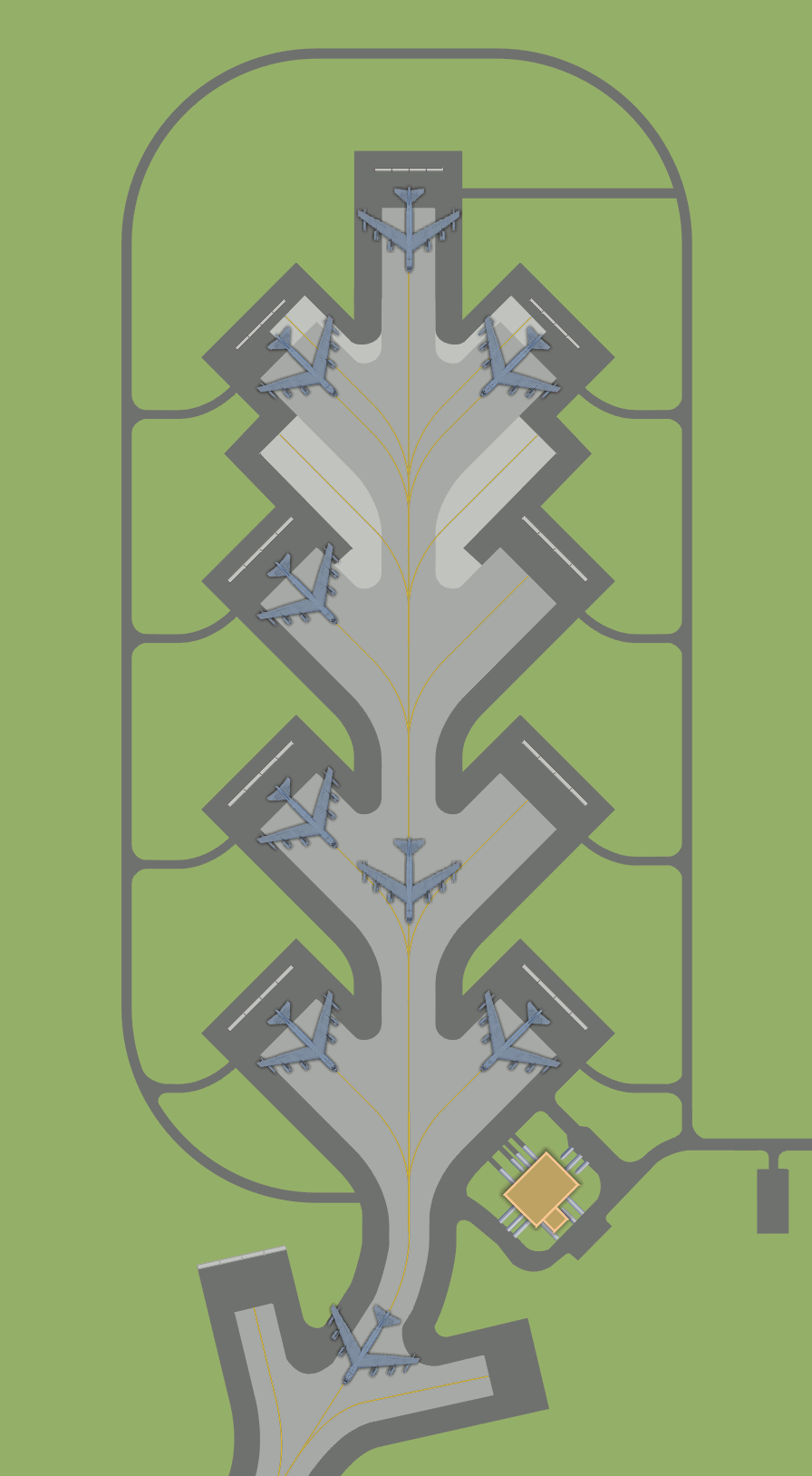
رسم تخطيطي لـ"شجرة عيد الميلاد" في قاعدة غلاسكو الجوية، مونتانا. المبنى الأصفر الموجود في أسفل اليمين عبارة عن ثقب الخلد، المعروف أيضًا باسم مبنى طاقم الاستعداد.

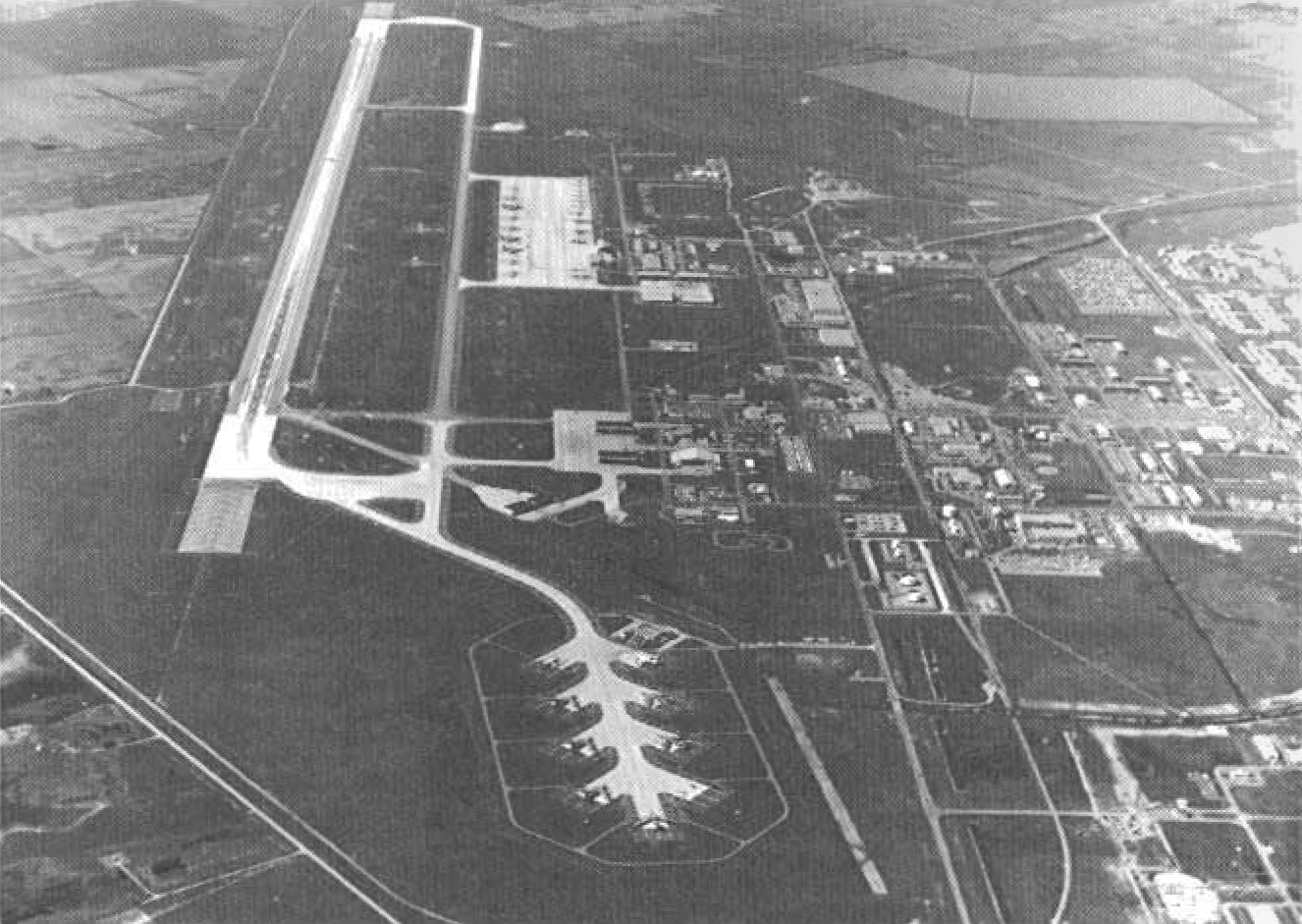
قاعدة مينوت الجوية، داكوتا الشمالية، في عام 1973 مع "شجرة عيد الميلاد".

"شجرة عيد الميلاد" هي نوع من ساحات الانتظار أنشأتها القوات الجوية الأمريكية للقيادة الجوية الإستراتيجية (SAC) خلال الحرب الباردة. في كثير من الأحيان، كانت القاذفات أو الطائرات الصهريجية تتمركز بجوار مبنى طاقم الاستعداد (RCB)، المعروف أيضًا باسم مرافق "ثقب الخلد". حصلت ساحة التنبيه، المعروفة أيضًا باسم منحدر التنبيه، على اسم "شجرة عيد الميلاد"، لأنها تشبه في شكلها شجرة عيد الميلاد.  

## تاريخ
قبل تطوير بي-52 ستراتوفورتريس، كانت الطائرات مثلكونفير بي-36 وبي-50 سوبرفورترس وبي-47 ستراتوجت متوقفة على ساحات تنبيه بزوايا قائمة. نظرًا لحجم الطائرة، فقد خلق هذا مشكلة في إطلاق الطائرة بكفاءة في حالة حدوث تدافع طارئ، مما تطلب ابتكار حل مختلف. ولإصلاح هذه المشكلة، أعيد وضع الطائرات على ساحات مصممة خصيصًا ومرتبة في تكوينات متعرجة، مما سمح للطائرات بالوصول إلى المدرج في أسرع وقت ممكن. 
وهذا يعني وضع الطائرة عند 45 درجة فيما يتعلق بخط وسط ساحة التنبيه المؤدي إلى ممر قصير ومن ثم إلى أقرب مدرج (مدرات). توضع طائرتين على جانبي خط الوسط، وعادةً ما تكون أربع طائرات على كلا الجانبين، مع وضع طائرة إضافية واحدة بشكل مباشر على خط الوسط في أقصى الخلف.  أدى نجاح هذا التشكيل أيضًا إلى اعتماد إعداد طائرات كيه سي -97 ستراتوفريتر وبي-50 سوبرفورترس للتزود بالوقود جوا.  مع دخول قاذفات القنابل والطائرات الأحدث في نهاية المطاف إلى الخدمة، استخدم تشكيل "شجرة عيد الميلاد" بواسطة طائرات بي-47 ستراتوجيت، وبي-52 ستراتوفورتريس، وكونفير بي-58 هاستلر، وإف بي-111 ، وبي-1 لانسر، وكيه سي-135 ستراتوتانكر وكيه سي-10 إكستندر.
أثناء التنبيه، يهرع طاقم الطيران والأطقم الأرضية من منشأة التنبيه، أي "ثقب الخلد"، إما إلى طائراتهم المنتظرة أو لتنبيه المركبات التي سيقودونها إلى الطائرة المذكورة. كان هذا الخيار الأخير بالغ الأهمية بشكل خاص لأطقم الطائرات الثلاث الأخيرة على المنحدر والتي كانت تقع على بعد عدة مئات من الياردات من منشأة التنبيه.  
أثناء طلعة التنبيه، لم يكن هناك أمر مغادرة محدد؛ أول طائرة جاهزة كانت أول طائرة تغادر. في هذه المرحلة، ستقوم الطائرة "بمشية الفيل" إلى المدرج، والذي يقع عادةً بالقرب من شجرة عيد الميلاد، بسبب الحاجة إلى إطلاق الطائرة في أسرع وقت ممكن ردًا على هجوم محتمل للعدو. إذا تم إطلاق الطائرة في أسرع وقت ممكن، فسيتم تنفيذالحد الأدنى للإقلاع الفاصل، من أجل تقليل فرصة سقوط الطائرة على الأرض في حالة وقوع ضربة نووية. 
على الرغم من أنه من غير المعروف كم تكلفة بناء وصيانة كل "شجرة عيد الميلاد"، إلا أن شجرة عيد الميلاد الموجودة في قاعدة لورينغ الجوية السابقة بولاية ماين تقدر تكلفتها بـ 400,000 دولار (ما يعادل 3.5 مليون دولار أمريكي اليوم)  عند بنائها بين عامي 1959 و1960. 

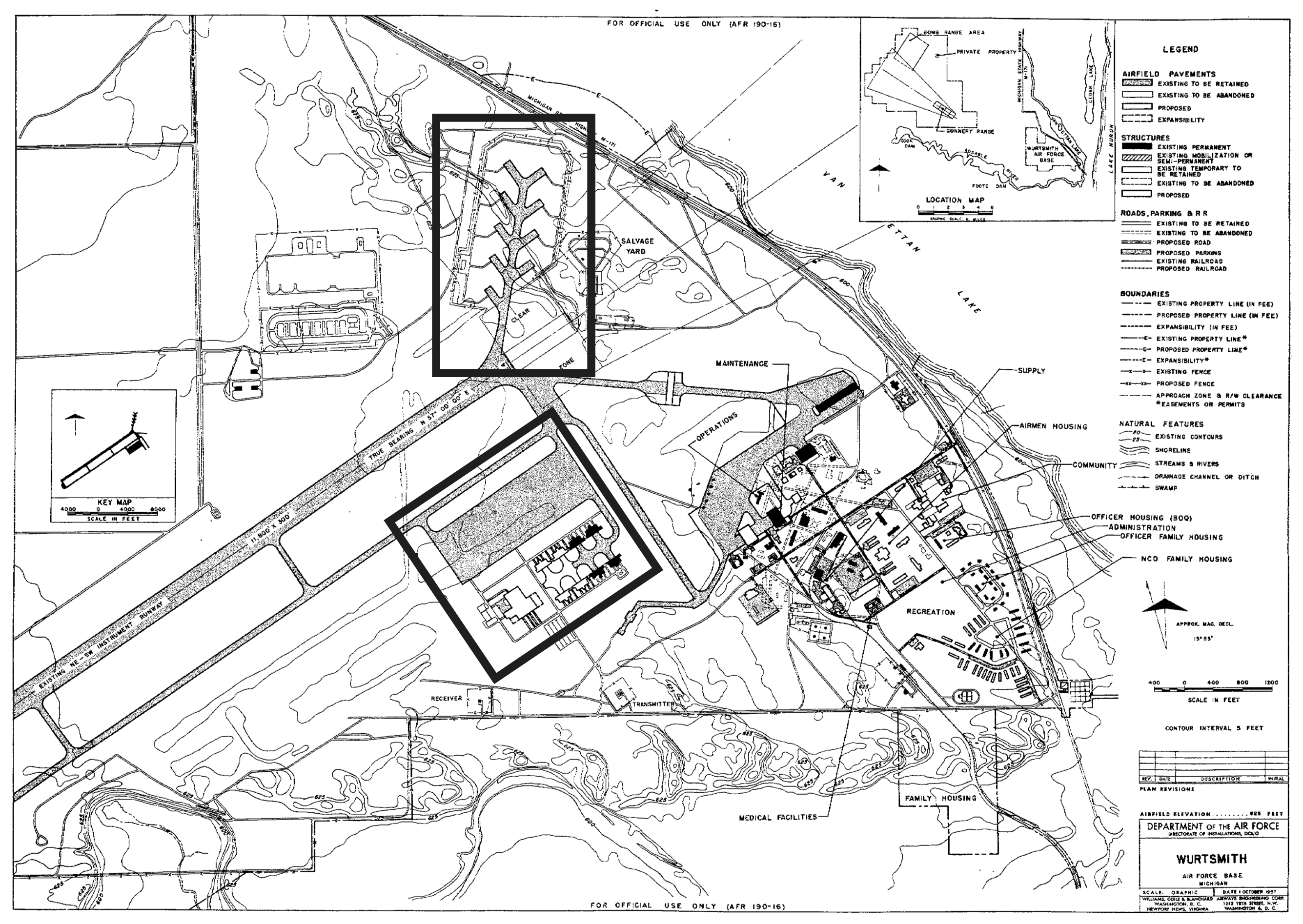
في هذا المخطط الرئيسي من وزارة القوات الجوية لقاعدة وورتسميث للقوات الجوية من أكتوبر 1957، يسلط المربع العلوي الضوء على شجرة عيد الميلاد للقاذفات في حالة تأهب، في حين أن المربع السفلي هو ساحة انتظار حيث تم الاحتفاظ بناقلات التزود بالوقود.

على الرغم من إلغاء القيادة الجوية الإستراتيجية في عام 1992، إلا أن ساحات "شجرة عيد الميلاد" وما يرتبط بها من "ثقوب الخلد" لا تزال موجودة في العديد من قيادة القصف الشامل في سلاح الجو وقيادة القتال الجوي وقيادة الحركة الجوية وقيادة التعليم والتدريب الجوي وقيادة احتياطي القوات الجوية وقواعد الحرس الوطني الجوي، بالإضافة إلى مطارين جويين نشطين للجيش والعديد من المطارات المدنية والعسكرية المشتركة التي كانت في السابق منشآت للقيادة الجوية الإستراتيجية طوال الخمسينيات وحتى التسعينيات.

## روابط خارجية
- مرافق القيادة الجوية الاستراتيجية